# Билялов, Сайлау
Сайлау Билялов (каз. Сайлау Біләлов; род. 1937 год, с. Айрык) — старший чабан совхоза «Аркалыкский» Егиндыбулакского района Карагандинской области, Казахская ССР. Герой Социалистического Труда (1976). Заслуженный работник сельского хозяйства Казахской ССР (1970). Почётный гражданин Каркаралинского района (2003).

## Биография
Трудовую деятельность начал в 1956 году чабаном в колхозе имени Джамбула Егиндыбулакского района, затем трудился старшим чабаном в совхозе «Аркалыкский» Егиндыбулакского района. Выращивал овец едильбаевской породы.
Досрочно выполнил задания 9-й пятилетки (1971—1975) и свои личные социалистические обязательства. Указом Президиума Верховного Совета СССР от 24 декабря 1976 года удостоен звания Героя Социалистического Труда с вручением ордена Ленина и золотой медали «Серп и Молот».
Избирался делегатом XIV и XVI съездов Компартии Казахстана.

## Награды
- Герой Социалистического Труда — указом Президиума Верховного Совета СССР от 24 декабря 1976 года
- Орден Ленина
- Орден Трудового Красного Знамени — дважды